# هلام

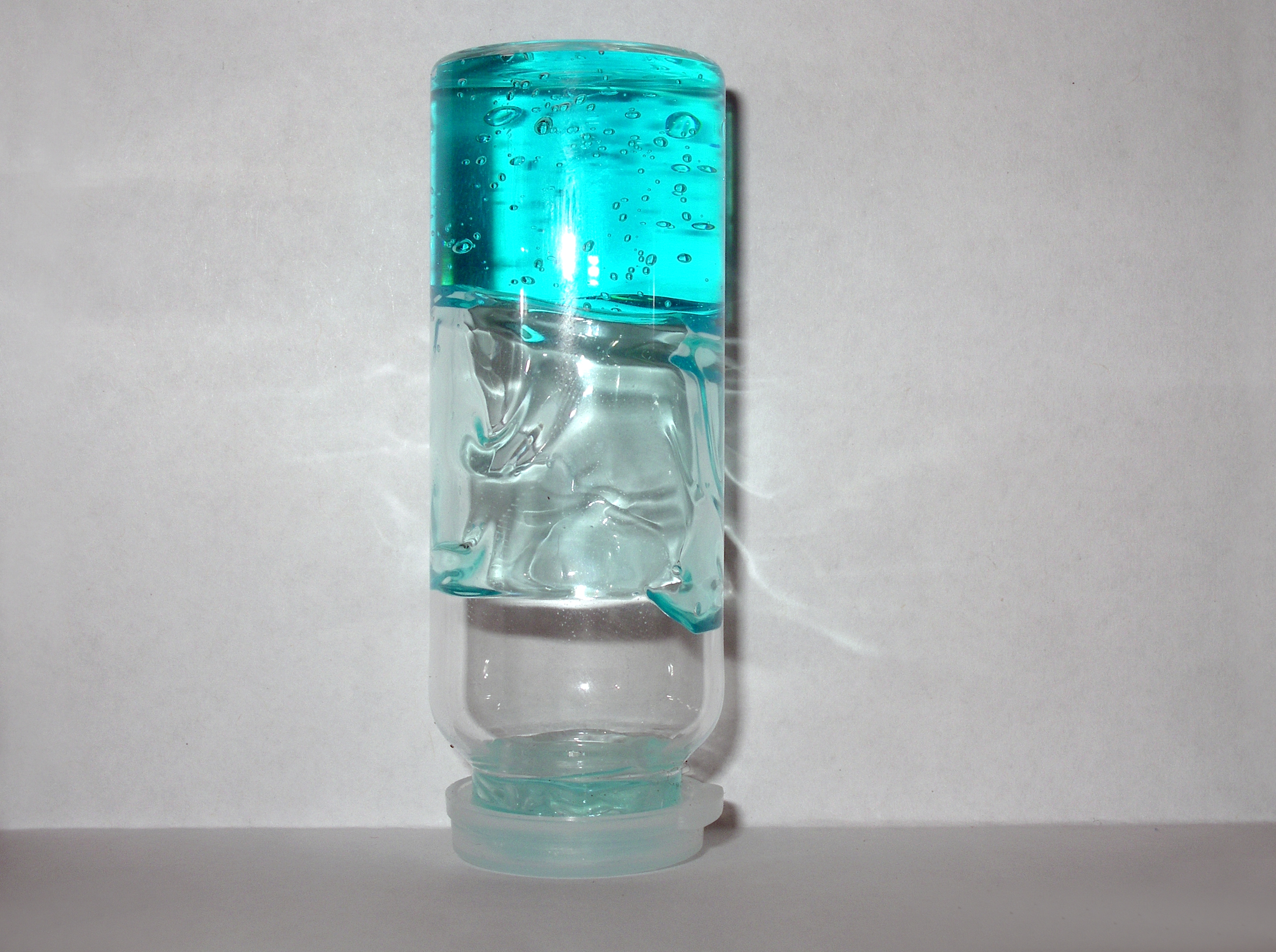

الهلام (أو الجَلّ) هو مادة صلبة هلامية جيلاتينية تتراوح خصائصها من الطراوة والضعف إلى القساوة والمتانة. تعرف الهلاميات بأنها أنظمة متشابكة مخففة، لا تجري أو تسيل عندما تكون في حالة استقرار. ونظرا لوزنها، تكون الهلاميات سائلة غالبا، ولكنها تتصرف مثل المواد الصلبة بسبب شبكتها ثلاثية الأبعاد المتشابكة داخل السائل. والتشابك فيهِ يعطي الهلام بنيته (القساوة) المساهمة في تدبقه.

## التركيب
إن الشكبة ثلاثية الأبعاد الصلبة تمتد في كامل حجم الوسط السائل. وتنتج بنية الشبكة الداخلية من الروابط الفيزيائية أو الكيميائية، فضلا عن البلورات أو نقاط الاتصال التي لا تزال سليمة داخل الوسط السائل. أي سائل يمكن استخدامه عمليا ليكون مادة باسطة بما في ذلك الماء (هلام مائي)، والزيت، والهواء (هلام هوائي). ونظرا لوزن وحجم الهلام، فإن الهلاميات غالبا ما تكون سائلة في تركيبها، فهي ذات كثافة مماثلة للمواد التي تدخل السوائل في تكوينها. فحلوى الهلام أو الجيلي هي مثال عام عن الهلام المائي ولها كثافة الماء تقريبا.

### البوليمرات الكاتيونية
البوليمرات الكاثونية هي بوليمرات موجبة الشحنة. تمنع شحنتها الموجبة من تشكيل البوليمرات المنطوية. هذا يتيح لها أن تكون أكثر لزوجة في حالتها المنبسطة، لأن البوليميرات الممدودة تأخذ مكانا أكبر من البوليميرات المنطوية وهذا يجعلها تقاوم جريان جزيئات الوسط المذيب حولها. تشكل البوليميرات الكاثونية المكون الأساسي في الهلام المستخدم في تثبيت الشعر، لأن البوليمر المشحون بشحنة موجبة يرتبط أيضا بالحموض الأمينية سالبة الشحنة على سطح جزيئات الكيراتين في الشعر. ويوجد صيغ بوليمرات أكثر تعقيدا مثل، البوليمر الإسهامي للفينيل بيروليدون (Vinylpyrrolidone)، والميتاأكريلاميد (methacrylamide)، والهلام المائي فينيل إميدازول (N-vinylimidazole).

## أنواع الهلاميات
تُصنف الهلاميات إلى ٣ فئات:

### هلاميات مائية (hydrogels)
الهلاميات المائية هي مواد مكثور ثلاثية الأبعاد مترابطة ذات مظهر صلب، يمكنها امتصاص كمية كبيرة من الماء والاحتفاظ بها نتيجة وجود البوليمرات المحبة للماء في تكوينها.
ولأن الكولاجين مكوّن مكثور يألف الماء فهو شديد الامتصاص، وبالتالي يمكن للكولاجين تشكيل الهلاميات المائية. تتشكل شبكات المكثور هذه عن طريق تشابك سلاسل المكثور الفردية بواسطة طرق مختلفة، مثل التشابكات الكيميائية المتقاطعة أو الحرارة أو ضوء الأشعة فوق البنفسجية.

## الخصائص
تمتلك العديد من الهلاميات خاصّة استرداد القوام، فهي تصبح سائلة عند انفعالها ولكنها تعيد التماسك عند سكونها. بشكلٍ عام، تبدو المواد الهلامية صلبة القوام وهي من الموائع غير النيوتونية. من خلال استبدال السائل بالغاز من الممكن إنتاج: الهلام الهوائي، مواد ذات خصائص استثنائية (بما في ذلك مواد كثافتها منخفضة جدًا)، مساحات سطح عالية محددة، وخصائص العزل الحراري الممتازة.

## الهلام المنتج حيوانيًا
تفرز بعض أنواع الحيوانات مواد هلامية فعالة في مكافحة الطفيليات. على سبيل المثال، يفرز حوت المرشد طويل الزعانف هلامًا إنزيميًا ويستقر هذا الهلام على السطح الخارجي له ليحميه من محاولة الكائنات الحية الأخرى تكوين مستعمرات على سطح جسمه.
الهلاميات المائية الموجودة بشكل طبيعي في الجسم تشمل: المخاط، الجسم الزجاجي في العين، الغضروف، الوتر والتخثر.

## الاستعمالات
يمكن للكثير من المواد تشكيل الهلام عند إضافة مثخن أو عامل مغلظ مناسب إليها، وهذا أحد الأشياء الشائعة في تصنيع العديد من المنتجات؛ كالأطعمة والدهانات والمواد اللاصقة.

## اقرأ أيضاً
- حالات المادة
- غرواني
- مستعلق
- الرحلان الكهربائي باستخدام جيل الأغاروز
- ريولوجيا الطعام
- الفصل الكهربائي الهلامي
- علبة الهلام
- استشراب عبور الهلام
- الرحلان الكهربائي باستخدام عديد الأكريلاميد
- السيليكون
- رحلان كهربائي هلامي ثنائي الأبعاد
- البلمرة
- كيمياء بوليمرات
- ثلاثي الوحدات